# Castalia (mitologia)
Castalia (in greco antico: Κασταλία?, Kastalía) era una ninfa amadriade, figura della mitologia greca, figlia di Acheloo.
Apollo si innamorò di lei, ma la ninfa fuggì da lui gettandosi in una fonte del monte Parnaso. Secondo una variante della leggenda Apollo la tramutò poi in una fonte, alle cui acque diede la virtù di far diventare poeti quelli che la bevessero. La fonte sarebbe stata consacrata alle Muse.
Ancora oggi i visitatori del santuario di Delfi passano nel loro percorso turistico dalla fonte Castalia.